# پریوولنویه (شهرستان میخایلوفسکی، استان آمور)
پریوولنویه (به لاتین: Privolnoye) یک منطقهٔ مسکونی در روسیه است که در استان آمور واقع شده‌است.